# Les Royaumes d'épines et d'os
Les Royaumes d'épines et d'os (titre original : The Kingdoms of Thorn and Bone) est une saga de fantasy en quatre volumes écrite par Greg Keyes et publiée entre 2003 et 2008. L'histoire passe, au fil des chapitres, d'un personnage à l'autre, et nous est contée suivant le point de vue de ses principaux protagonistes. 
Les titres des quatre volumes sont le Roi de bruyère (The Briar King, 2003), le Prince charnel (The Charnel Prince, 2004), le Chevalier de sang (The Blood Knight, 2006) et la Dernière Reine (The Born Queen, 2008).

## Résumé

### Le Roi de bruyère
Il y a plus de 2200 ans, les humains se sont libérés de l'esclavage dans lequel les tenait la race des Skasloï grâce à la puissante magie des sedos (lieux de pouvoir) utilisée par Virgenye Dare. Cependant, le plus puissant des Skasloï a prédit à Virgenye Dare que l'usage de cette magie interdite serait la malédiction de sa race. Aujourd'hui les deux royaumes les plus puissants sont la Crotheny, où règne toujours la lignée des Dare, et la Hansa et la tension est croissante entre ces deux pays. D'autre part, il faut aussi compter avec l'Église dont les ambitions grandissent et qui maîtrise la magie de la voie des sanctuaires. Dans le cachot où il est détenu depuis plus de 2000 ans, le dernier des Skasloï sent que le temps est venu où les humains vont s'entre-déchirer et leurs royaumes s'écrouler.
Dans le royaume de Crotheny, Anne Dare, plus jeune des filles de la lignée royale, a découvert par hasard la tombe de sa glorieuse ancêtre, Virgenye Dare. Et les souhaits qu'elle transmet à son aïeule par l'intermédiaire de sa tombe semblent se réaliser. 
Dans la forêt royale, le forestier Aspar White, homme des bois solitaire et sceptique, découvre avec stupéfaction qu'une créature légendaire, un greffyn, sème la mort. Il sauve la vie d'un jeune novice de l'Église, l'érudit mais orgueilleux Stephane Darige, et mène son enquête en sa compagnie et celle, non désirée au départ, de la jeune Winna qui est secrètement amoureuse du forestier. Les Sefrys, peuple nomade et secret qui évite généralement tout contact avec les humains, annoncent que le Roi de Bruyère, seigneur de la forêt dont le réveil annonce la fin des temps, serait sorti de son sommeil.
À Eslen, capitale de la Crotheny, le jeune et prometteur chevalier Neil Meqvren sauve la reine Murielle d'une tentative d'assassinat derrière laquelle on devine une puissante sorcellerie et devient son garde du corps. Murielle éloigne Anne pour la mettre en sureté dans un convent où la jeune fille va apprendre à maîtriser les arts sombres. Guillaume, roi de Crotheny et époux de Murielle, est attiré par son frère Robert dans un guet-apens où il trouve la mort mais non sans avoir mortellement blessé son frère. Murielle, qui ne sait rien des circonstances de la mort de son époux, lance une malédiction sur son meurtrier qui va avoir de terribles conséquences.

### Le Prince charnel
Les habitants de la forêt de Crotheny sont devenus des fous sanguinaires au service du Roi de Bruyère. Le praifec de l'Église, Hespéro, charge le forestier Aspar White et ses compagnons, le novice Stephane Darige, expert en linguistique doté désormais de sens surnaturellement développés, et la jeune Winna, avec qui il partage un amour coupable, de mettre fin à ses activités en tuant le Roi de Bruyère à l'aide d'une flèche magique qu'il confie au forestier. Au cours de leur périple, Aspar et ses compagnons vont découvrir que les motivations de l'Église ne sont pas aussi bienveillantes qu'il y paraît et se poser des questions quant à la véritable nature du Roi de Bruyère. 
La reine Murielle charge quant à elle le chevalier Neil Meqvren de retrouver sa fille Anne, désormais héritière du trône et menacée de mort, car il semble bien qu'elle ait commis une grave erreur en l'envoyant dans un convent. Bien entendu, elle ignore qu'Anne s'est échappée de ce convent grâce à l'aide du dessrator Cazio et qu'elle cherche à regagner la Crotheny par ses propres moyens. Ignorant tout des terribles dangers menaçant le royaume, le compositeur Léovigilde Ackenzal devient un héros bien malgré lui en déjouant un complot visant à inonder la région de Terre-Neuve sous les eaux. Murielle le nomme compositeur de la Cour et le charge de composer une œuvre musicale d'un genre nouveau. Mais la reine régente ignore que la malédiction qu'elle a jeté sur l'assassin de son mari va se retourner contre elle ; le prince Robert est devenu un être errant entre la vie et la mort et compte bien s'emparer du pouvoir.

### Le Chevalier de sang
Alors qu'elle est sur le point de regagner la Crotheny, la princesse Anne Dare se fait enlever au nez et à la barbe de sa formidable escorte, Cazio le duelliste, Neil Meqvren et son épée-fay, Aspar White le forestier et archer d'élite, et Stéphane Darige aux sens surdéveloppés. Ce dernier est à son tour kidnappé par les serviteurs fous du Roi de Bruyère, les piteux, et Aspar se lance à sa recherche alors que Neil et Cazio se chargent de retrouver Anne. Celle-ci s'est débarrassée de ses ravisseurs à l'aide de ses pouvoirs grandissants mais Stephane demeure introuvable. 
Pendant ce temps, le prince régent Robert compte marier sa belle-sœur, la reine Murielle, à l'héritier du trône de Hansa pour assurer sa mainmise sur la Crotheny et offre à Léovigilde Ackenzal une chance de sauver sa vie en composant une nouvelle œuvre, qui soit en sa faveur cette fois-ci. Le compositeur va encore devoir pousser plus loin les limites de son art, retrouvant sans le vouloir un art ancien et maléfique. Prise entre les ambitions de l'Église et celle de Hansa, la Crotheny compte plus que jamais sur le retour de son héritière légitime. 

### La Dernière Reine
Anne Dare a réussi à reprendre le trône de Crotheny des griffes de son oncle Robert. Mais celui-ci a réussi à s'enfuir et, pire encore, il s'est emparé de la terrible composition de Léovigilde Ackenzal. De leur côté, la Hansa et l'Église, désormais sous le contrôle d'Hespéro, n'ont pas renoncé à leurs ambitions et la guerre s'annonce inévitable. La reine-mère Murielle part alors en ambassade en Hansa, accompagnée de son garde du corps Neil Meqvren. 
Aspar White essaie toujours quant à lui de sauver la forêt mais se voit contraint de respecter une promesse qu'il a faite. Et Stéphane Darige, investi de son nouveau rôle, se prépare à arpenter une voie des sanctuaires bien particulière. Voici venu le temps de l'ultime confrontation prédit par le dernier des Skasloï, désormais libre, et Anne va devoir faire appel à tous ses pouvoirs pour sauver son royaume, en espérant les utiliser à bon escient. 

## Personnages principaux
- Anne Dare, la plus jeune fille du roi Guillaume et de la reine Murielle, est une adolescente capricieuse qui va découvrir ses pouvoirs et mûrir au cours de la saga.
- Aspar White, le forestier du roi, solitaire et taciturne ainsi qu'assez irritable mais compagnon fidèle et infatigable.
- Neil Meqvren, l'archétype du jeune chevalier honorable et rempli d'illusions qui met en opposition son devoir avec ses sentiments.
- Cazio Pachiomadio di Chiovattio, duelliste hors pair, beau parleur et séducteur mais inconstant.
- Stephane Darige, novice de l'Église expert en linguistique, fier de son savoir au point de paraître arrogant.
- Winna, jeune femme obstinée secrètement amoureuse d'Aspar White.
- Austra, demoiselle de compagnie et meilleure amie d'Anne Dare.
- Leovigilde Ackenzal, compositeur génial, homme généreux et naïf.
- Murielle Dare, épouse du roi Guillaume et femme de grande volonté.
- Robert Dare, frère cadet de Guillaume, dévoré par la jalousie et l'ambition.
- Praifec Marché Hespéro, responsable de l'église de Crotheny, manipulateur retors.
- Fend, sefry borgne, ennemi juré d'Aspar White aux buts mystérieux.